# Fabasoft Folio
Fabasoft Folio ist eine Software für Content- und Dokumentenmanagement, die von der Firma Fabasoft mit Hauptsitz in Linz entwickelt wurde. Das Produkt ermöglicht das Erfassen, Verwalten und Archivieren von Dokumenten sowie die Automatisierung von Geschäftsprozessen.

## Merkmale
Folio ist ein Softwareprodukt zur Erfassung, Verwaltung und revisionssicheren Aufbewahrung von Geschäftsfällen, Akten und Dokumenten, das Lösungen für Enterprise Content Management, interne Zusammenarbeit (Workflow-Management), Agile Geschäftsprozesse, Compliance Management und Information Governance anbietet.
Webbasiert
Fabasoft Folio ist webbasiert, die Verwendung erfolgt direkt via Internet über den Webbrowser.
Betriebsmodelle
Folio steht als On-Premises-Software oder im Betriebsmodell SaaS (Software as a Service) zur Verfügung. Für die Zusammenarbeit mit externen Geschäftspartnern kann Folio in der Cloud-Version Folio Cloud genutzt werden.
Fachanwendungen
Folio kann durch Fachanwendungen (Enterprise Apps) erweitert werden:
- Digitale Personalakte: Digitale Verwaltung von Personalunterlagen (z. B. Referenzen, Zertifikate, Vereinbarungen, …)
- Transmittal Management – Austausch von Dokumenten mit Transmittals (Empfangsbestätigungen)
- Posteingangserfassung – Scannen der Eingangspost und elektronische Verteilung an die Empfänger
- Bewerbermanagement – Verwaltung von Bewerbern und gezielte Suche nach Qualifikationen
- Digitales Vertragsmanagement – Zentrale und revisionssichere Aufbewahrung von Verträgen und Vereinbarungen
- Digitale Bestellakte – workflowunterstütztes Bestellwesen
- Rechnungsverwaltung – Verwaltung und revisionssichere Aufbewahrung von Eingangsrechnungen sowie Integration in ERP-Systeme (z. B. SAP)
- Sichere Kommunikation mit Kunden – Externe und interne Zusammenarbeit mit Kunden über sicherheitszertifizierte Kanäle

## Sicherheit
Folio war 2010 als weltweit erstes Softwareprodukt zertifiziert nach MoReq2, dem damaligen europäischen Standard für Records Management.
Benutzer können durch die Vergabe von individuellen Zugriffsrechten den Zugang zu sämtlichen Dokumenten und Geschäftsunterlagen des Unternehmens steuern. Die Versionsverwaltung erstellt automatisch von jeder Bearbeitung eine eigene Kopie des Dokumentes. Damit können alle Arbeitsschritte und Änderungen zurückverfolgt werden.

## Mobiler Zugang
Die mobile Nutzung auf Smartphones (z. B. Android (Betriebssystem), iPhone) und Media Tablets (z. B. iPad) wird durch offene Technologie-Standards wie HTTPS, WebDAV, CalDAV und CMIS sowie durch Apps für die Betriebssysteme Android und iOS unterstützt.

## Produkt-Editionen
- Fabasoft Folio Enterprise
- Fabasoft Folio Compliance
- Fabasoft Folio Governance

## Auszeichnungen
ECM-Award 2012 Österreich
SPAR und Fabasoft haben am 26. April 2012 den ECM-Award 2012 in der Kategorie „Innovative Umsetzung“ gewonnen. Das eingereichte Projekt „Neues Dokumentenmanagement-System für SPAR“ bezieht sich auf die Umstellung der SPAR Österreich Gruppe auf Folio, bei der mehr als 20 Millionen Dokumente aus dem bisherigen System nach Folio importiert wurden.
Gartner Magic Quadrant
Seit 2009 ist Fabasoft im Gartner Magic Quadrant „Enterprise Content Management“ der amerikanischen Analystengruppe Gartner als „niche player“ gelistet.